# RunningNL
RunningNL, voorheen Losse Veter, is een website en papieren tijdschrift over atletiek en hardlopen met de intentie om de "hardloopbeleving" te bevorderen. Het tijdschrift biedt rapportages over hardloopevenementen en aan het hardlopen gerelateerde evenementen. Daarnaast bestaat de inhoud uit advies aan beginnende en gevorderde hardlopers over voeding, trainingsschema's, hardloopoefeningen en blessures. Het blad hecht grote waarde aan mooie foto's.

## Oprichting Losse Veter
De website werd in 2007 opgericht door hardloopster Vivian Ruijters en haar partner Dennis Kaspori. Atletiek kwam alleen nog maar bij topwedstrijden in de krant en Runner's World was het enige overgebleven hardlooptijdschrift. Ruijters en Kaspori wilden hun passie voor de sport overdragen en de lezers een kijkje achter de schermen bieden. Daarom schreven ze over de beleving van lopers en hun motivatie om het beste uit zichzelf te halen. In de begintijd werd de website vooral gevuld met interviews en berichten uit de media, maar al gauw maakte Losse Veter eigen interviews en reportages, die nu door de landelijke pers werden geciteerd.
London Loy, een van de fotografen van het eerste uur, kwam met de suggestie voor een papieren versie. De proefversie van dit tijdschrift droeg een coverfoto van Marcel van der Westen door Loy, en een uitgebreid artikel van hem. Van deze fotosessie zelf werd ook een video verspreid. Verder heeft onder anderen Vivian Ruijters meegewerkt als interviewster. Columns werden door bekende atleten geschreven, zoals Marti ten Kate en Abdelkader Benali. Ten Kate's columns werden in 2009 door Losse Veter verwerkt in het boek Oerend Hard, dat is verrijkt met beelden uit Ten Kate's omvangrijke archief. Benali bundelde zijn columns in 2017 met ander werk in het hardloopboek Asfalt, Zand & Stenen.
Naast het digitale platform en het papieren tijdschrift is Losse Veter rond 2010 begonnen met video-interviews, die online werden geplaatst. Anno 2018 bood Losse Veter meer dan 4.400 videos aan via Vimeo. Ruijters produceert vanaf mei 2010 videos voor European Athletics.

## Naamsverandering en overname
In januari 2019 wijzigde Losse Veter van naam. De uitgeverij werd Running Media, en website, tijdschrift en vimeo-kanaal gingen verder onder de naam RunningNL. In september 2022 verruilde Ruijters het werk bij Running Media voor een baan als sportregisseur bij de Gemeente Eindhoven. Anno 2023 wordt de website beheerd door Arko Sports Media, sinds 2021 onderdeel van sportorganisator Golazo.

## Trivia
- Losse Veter beheerde naast LosseVeter.nl ook de website WomenOn.nl
- Running Media gaf ook het GYM magazine uit van 2017 tot en met 2020.